# Tricia Levenseller
Tricia Levenseller é uma escritora de romances norte-americana. Seu livro Blade of Secrets (2021) foi best-seller do The New York Times, seu outro livro The Shadows Between Us (2020) também, mas em 2024, 4 anos depois de ser lançado. Ela escreve livros de fantasia e romance voltados para o público jovem adulto.

## Biografia
Tricia Levenseller se formou em língua inglesa na Universidade Brigham Young porque ela pensou que queria ser editora. Ela hoje trabalha como escritora em tempo integral em Utah e tem uma cadela poodle. Quando não está lendo ou escrevendo, Tricia monta quebra-cabeças e joga videogame.

## Carreira
Ela primeiro escreveu um livro no ensino médio e não parou de escrever livros desde então. Então, ela escreveu seu primeiro romance de fantasia entre os semestres da faculdade, rapidamente conseguiu um agente, mas vários anos se passaram e nada foi vendido. Ela foi rejeitada duas vezes por todos os editores de Nova York.
Levenseller trabalhou como babá por alguns anos depois da faculdade para pagar o aluguel e depois parou para escrever em tempo integral.

### SérieDaughter of the Pirate King
1. Daughter of the Pirate King (2017) no Brasil: A Filha do Rei Pirata (Planeta, 2023)
2. Daughter of the Siren Queen (2018) no Brasil: A Filha da Rainha Sereia (Planeta, 2023)
3. Vengeance of the Pirate Queen (2023)[6]

### SérieShadows Between Us
1. The Shadows Between Us (2020) no Brasil: Coroa de Sombras (Planeta, 2022)
2. The Darkness Within Us (2024)[7]

### SérieBladesmith
1. Blade of Secrets (2021)
2. Master of Iron (2022)

### Outro
- Warrior of the Wild (2019)